# 阿保今雄
阿保 今雄（あぼ/あほ の いまお）は、平安時代前期の貴族。官位は従五位下・主税頭。

## 出自
当初は小槻山姓（小槻山君）を名乗っていたが、のちに阿保姓（阿保朝臣）を賜与され改姓している。しかしながら、子の小槻当平以降は「小槻宿禰」に改姓し、小槻氏は官務家として発展する。そのため、一族の礎を築いた今雄もまた「小槻今雄」や「今雄宿禰」とも記されている。
当平と糸平が姓を朝臣から格下の宿禰に落とした理由は定かでなく、彼らが今雄の実子ではなかったのではないかとする説がある。
『地下家伝』では天武天皇から舎人親王、三原王と続き、三原王の子が長谷、長谷の子が今雄であるとしている。

## 経歴
小槻山君は近江国栗太郡（現滋賀県草津市・栗東市一帯）を拠点とする豪族。仁寿元年（851年）今雄は雄琴・苗鹿の地を拝領し所領とした。雄琴の地名は、今雄の邸宅から琴の音がよく聞こえたためとされる。貞観5年（863年）苗鹿の地に法光寺を創建した（一説には、それ以前に最澄の開基ともされる）。
貞観15年（873年）正六位上・左少史・算博士である際、弟の有緒らと共に平安京左京四条三坊に居を移した。貞観17年（875年）有緒や従兄弟の良眞と共に阿保朝臣姓を賜与され改姓した。
今雄らは算道を習得することにより太政官の史の官職を得て、中央への進出を果たしたものと考えられる。当時算道は9世紀初頭から衰退が進んで大学寮4道のうち最下位に位置し、地方教育機関・国学に入るべき地方豪族にも道が開かれていた。また、史は太政官事務部門の少納言局・左右弁官局のうち弁官局に属する職で、任じられる家は地下家であったが、太政官文書管理・諸国庶務を務めることで朝廷に仕えることができた。なお、この算博士・史の職は今雄の子阿保経覧・小槻当平・小槻糸平も歴任し、その後は当平の子孫に継承されて小槻氏は官務家として発展していく。
こののち、元慶元年（877年）までに外従五位下・但馬介に叙任され、元慶3年（879年）には従五位下（この時の官職は勘解由次官・算博士・但馬介）に叙爵している。元慶8年（884年）7月7日に没する。死後法光寺裏山の円墳に葬られた。また、子の当平により雄琴神社に今雄宿禰命として祀られている。

## 墓
- 伝小槻今雄宿禰墓

滋賀県大津市法光寺内。墓の石造宝塔は上記の古墳上から移したものとされる。毎年7月7日に今雄忌として供養されている。

## 官歴
『日本三代実録』による。
- 時期不詳：正六位上。左少史。算博士
- 貞観15年（873年） 12月1日：改本居貫平安京左京四条三坊
- 時期不詳：右大史
- 貞観17年（875年） 12月17日：改姓（阿保朝臣）
- 時期不詳：外従五位下
- 元慶元年（877年） 4月26日：見算博士兼但馬介
- 時期不詳：勘解由次官
- 元慶3年（879年） 11月25日：従五位下（内位）
- 時期不詳：主税頭[7]
- 元慶8年（884年） 7月7日：卒去[7]

## 系譜
- 父：小槻山豊緒
- 母：不詳
- 生母不明の子女
  - 男子：阿保経覧（?-917）
  - 男子：小槻当平（阿保当平）（?-929）
  - 男子：小槻糸平（886-970）
  - 男子：小槻陳群（919-968） - 兄・糸平の養子